# Montauriol (Tarn)
Montauriol é uma comuna francesa na região administrativa de Occitânia, no departamento de Tarn. Estende-se por uma área de 5,3 km². Em 2010 a comuna tinha 57 habitantes (densidade: 10,8 hab./km²).